# أسامة حلال
أسامة حلال (6 يونيو 1979  -)، ممثل سوري.
كانت بدايته في التمثيل في عام 2005. وشارك في العديد من الأعمال التلفزيونية السورية.

## أعماله
- البقعة السوداء
- بقعة ضوء.
- رفيف وعكرمة.
- الظاهر بيبرس.
- خالد بن الوليد.
- أحقاد خفية.
- رسائل الحب والحرب.
- سيرة الحب.
- باب الحارة.
- طاحون الشر.
- وجوه واماكن

## روابط خارجية
- أسامة حلال على موقع قاعدة بيانات الأفلام العربية